# Bert Appermont
Bert Appermont (Bilzen, 27 december 1973) is een Belgische muziekpedagoog, dirigent, componist en arrangeur. Hij schrijft ook onder zijn pseudoniem: Robert Finn.

## Levensloop
Hij studeerde contrapunt, fuga, orkest- en HaFaBra-directie respectievelijk bij Jan Hadermann, Edmond Saveniers en Jan Van der Roost aan het Lemmensinstituut in Leuven. Hij voltooide er zijn studies met een dubbele meestergraad in muziekopvoeding en HaFaBra-directie (1998). Verdere studies deed hij aan de Bournemouth Media School in Engeland. Hij behaalde er het diploma Master of Music Design for Film & Television en heeft daarmee uitgebreide kennis van compositietechnieken voor musical, film en televisie.
Als muziekpedagoog was hij actief in diverse scholen en organisaties. Als leraar was hij vier jaar verbonden aan de humaniora en muziekhumaniora te Hasselt. Hij gaf ook les aan de muziekacademie in Beverst. Tegenwoordig doceert hij aan de Katholieke Hogeschool Limburg en aan de muziekacademies van Lanaken en Genk.
Onder de impulsen van Jan Cober ontplooit hij zich als gastdirigent van zijn eigen composities. Daarnaast is hij een regelmatige gast bij cursussen en workshops in binnen- en buitenland. Als componist schreef hij naast twee musicals reeds een veertigtal werken voor koor, kamermuziekensemble, blaasorkest en symfonisch orkest. Verder schreef hij ook een aantal popnummers, muziek voor jeugdtheater, muziekbundels met een pedagogisch karakter en muziek voor kinderen, een medium waar hij erg mee vertrouwd is.
Appermont behoort tot een nieuwe generatie van veelbelovende Belgische componisten in de omgeving van Jan Van der Roost, die authentieke werken componeren en zich daarmee de waardering van vakgenoten verwerven. Hij staat bekend voor zijn virtuoze instrumentatietechniek en het componeren van prachtige thema's. Veel van zijn werken zijn gebaseerd op legendes, mythen of historische thema's, wat zijn muziek een bijzonder elan geeft. Zijn werken worden intussen in meer dan twintig landen uitgevoerd en bijna al zijn composities werden op cd opgenomen door gerenommeerde orkesten uit onder andere Japan, Zwitserland, Nederland, Denemarken, Duitsland, Italië, Spanje en België.
Geïnspireerd door Johan de Meij (Symphonie Nr. 1 "The Lord of the Rings") en Philip Sparke (Dance Movements) componeerde hij een programmatische symfonie voor symfonisch blaasorkest, "Gilgamesh", die ieder instrument van het orkest een belangrijke rol toebedeelt. De première kreeg veel aandacht, ook in de vakwereld, en geeft de muziek voor harmonieorkest hoop voor de toekomst. Al zijn werken worden uitgegeven door de Belgische muziekuitgeverij BERIATO 

## Composities

### Werken voor harmonie- en fanfareorkest
- 1997 The Awakening
- 1998 Colors for trombone voor trombone en harmonieorkest[1]
  1. Yellow
  2. Red
  3. Blue
  4. Green
- 2000 The round table
- 2000 Gulliver's Travels[2]
  1. Liliput (Land of the Midgets)
  2. Brobdingnag (Land of the giants)
  3. Laputa (The floating Island)
  4. The Houyhnms (Land of the Horses)
- 2002 Jericho[3]
  1. Years of Exile
  2. The Battle of Jericho
  3. Victory
  4. Celebration
- 2003 Symphony nr. 1: Gilgamesh, voor harmonieorkest[4]
- 2004 Egmont, symfonisch gedicht[5][6]
  1. The Wedding
  2. Filips & Egmont
  3. Fatio Prudentia Minor
  4. United against Spain
- 2004 Ivanhoe
  1. Code of Chivalry
  2. Loyalte or Love
  3. Battle and Finale
- 2005 Cantiphonia: Concerto for Euphonium
  1. Contrasti
  2. Romanza
  3. Fugato
- 2006 Rubicon[7]
  1. Meditation[8]
  2. Battle of Pharsalus[9]
  3. Dance[10]
- 2007 Saga Maligna
  1. Behind the Hill (Grief)
  2. The Village Fool (Laughter)
  3. Pain
  4. Time Flies (Indifference)
  5. God in Heaven (Remorse)
  6. Dies Irae (Hope/Despair)
- 2008 Theia - Göttin des Lichtes, voor harmonieorkest
  1. Sonnenaufgang über den Eifel Bergen
  2. Impressionen vom Hunsrück
  3. Mondschein über der Mosel
- 2008 Mater Aeterna, oratorium voor symfonisch blaasorkest, koor en solisten
- A Celebrating Village voor koor (ad. lib.) en harmonieorkest
- Absalon
- The Olympic Dream
- Twinkling Tunes
- Choralia
- Fanfare for a friend
- Fantasia per la vita e la morte, voor fanfareorkest
- Leonesse
- Prayer
- The Quest
- Saga Candida[11][12]
  1. Opening
  2. Accusations
  3. Innocence (Love)
  4. Tango
  5. Sabbath
  6. Death
  7. Transformation (Finale)
- The Green Hill, voor Euphonium en harmonieorkest
- Celtic Child, voor kinderkoor en harmonieorkest[13]
- Noah's Ark[14]
  1. The Message
  2. Parade of the Animals
  3. The Storm
  4. Song of Hope
- Rapunzel
  1. The Witch in the Garden
  2. Rapunzel in the Tower
  3. The Prince in the Forest
  4. The End
- The Age of Aquarius
- A Brussels Requiem

### Missen en gewijde muziek
- Ave verum, voor gemengd koor
- Missa Aeterna, voor gemengd koor, hobo (of: dwarsfluit of viool) en piano

### Muziektheater

#### Musicals
- 2002 Zaad van Satan musical voor zeven solisten, koor en symfonisch blaasorkest

#### Toneelmuziek
- De Jongen van Zee, voor 2 acteurs en saxofoonkwartet - tekst: Ignace Cornelissen
- Luna van de Boom, voor spreker, zang, piano, klarinet, dwarsfluit, basgitaar en slagwerk - tekst: Tsjechisch sprookje

### Werken voor koren
- Autocanon, voor kinderkoor
- Heijamano, voor kinderkoor en piano
- Kom zing maar mee, voor kinderkoor en piano

### Kamermuziek
- Aurion, voor klarinet en piano
- Fanfare for a Friend, voor koperensemble
- Impressions, voor klarinet en piano
- Little Rhapsodie, voor klarinet en piano
- Seaside Suite, voor saxofoonkwartet
- The Prodigy, voor strijkkwartet

### Werken voor piano
- The darkest hour